# ジェームス・メラート
ジェームス・メラート（James Mellaart、1925年11月14日 – 2012年7月29日）は、トルコのチャタル・ヒュユクで新石器時代の住居跡を発見したことで知られるイギリスの考古学者、著作家。彼は古代の遺物の密輸に関係していると疑われ、トルコから追放された。
2005年にメラートは教職を引退し、妻と孫と共に北ロンドンで暮らした。2012年7月29日に死去した。